# Land- und Stadtgericht Erwitte
Das Land- und Stadtgericht Erwitte war von 1839 bis 1849 ein preußisches Land- und Stadtgericht mit Sitz in Erwitte.

## Geschichte
Das Land- und Stadtgericht Erwitte entstand zum 1. Januar 1839 aus den aufgelösten Justizämtern Erwitte und Geseke. Daneben verwaltete das Gericht das Patrimonialgericht Mellrich mit den Steuergemeinden Mellrich und Clieve. Es war dem Oberlandesgericht Arnsberg zugeordnet. Im Sprengel lebten anfangs 17.405 Gerichtseingesessene. Am Gericht war ein Direktor, drei Assessoren und acht nicht-richterliche Mitarbeiter beschäftigt. In Geseke wurde eine Gerichtskommission gebildet. Diese war für die Bürgermeisterei Geseke bzw. die Steuermeinden Geseke, Benninghausen, Ehringhausen, Langeneicke, Mönninghausen und Störmede zuständig.
Nach der Märzrevolution wurden in Preußen die Patrimonialgerichte abgeschafft und einheitlich Kreisgerichte geschaffen. Das Land- und Stadtgericht Erwitte wurde aufgelöst und stattdessen die Gerichtskommission Erwitte des Kreisgerichts Lippstadt im Bezirk des Appellationsgerichts Arnsberg geschaffen.